# Studio Filmowe Perspektywa
Studio Filmowe Perspektywa (do 1989 Zespół Filmowy „Perspektywa”) – polska wytwórnia filmowa, powstała w dniu 1 lutego 1978 roku, istniejąca do 9 listopada 2011 roku. Jej siedziba mieściła się w Warszawie przy ul. Puławskiej 61.
Przez cały okres funkcjonowania, kierownikiem artystycznym wytwórni był Janusz Morgenstern. Funkcję kierowników literackich pełnili kolejno: Juliusz Burski, Tadeusz Konwicki i Maciej Karpiński. Natomiast szefami produkcji byli: Jerzy Buchwald (1978–2005) i Dorota Ostrowska-Orlińska (2005–2011).
W listopadzie 2011 roku, decyzją ówczesnego ministra kultury Bogdana Zdrojewskiego doszło do połączenia „Perspektywy” ze Studiem Filmowym „Zebra”.

## Produkcje
Filmy fabularne
- Golem (1979)
- Miś (1980)
- Konopielka (1981)
- Dolina Issy (1982)
- Gwiezdny pył (1982)
- To tylko rock (1983)
- Lata dwudzieste... lata trzydzieste... (1983)
- Siekierezada (1985)
- Kronika wypadków miłosnych (1986)
- Jezioro Bodeńskie (1986)
- Zabij mnie glino (1987)
- Łuk Erosa (1978)
- Obywatel Piszczyk (1988)
- Lawa (1989)
- Korczak (1990)
- Pierścionek z orłem w koronie (1992)
- Panna Nikt (1996)
- Złoto dezerterów (1998)
- Chłopaki nie płaczą (2000)
- Poranek kojota (2001)
- Komornik (2005)

Seriale
- Doktor Murek (1979)
- Królowa Bona (1980)
- Rycerze i rabusie (1984)
- Pogranicze w ogniu (1988–1991)

Koprodukcja i produkcja wykonawcza
- Europa, Europa (1990, produkcja wykonawcza)
- Requiem (2001, kooprodukcja)
- Róża (2011, kooprodukcja)